# Phan Huy Khuông
Phan Huy Khuông là nhà Toán học trung đại Việt Nam. Ông nổi tiếng với tác phẩm Chỉ minh lập thành toán pháp, một trong những sách Toán thông dụng dưới thời Nguyễn ở khoảng giữa thế kỷ 19.

## Thân thế
Thân thế của Phan Huy Khuông hiện nay vẫn chưa được làm sáng tỏ. Một số tài liệu cho rằng ông là chính là Phan Huy Ôn (1754-1786).

## Chỉ minh lập thành Toán pháp
Chỉ minh lập thành toán pháp (指明立成算法) là một trong những sách Toán thông dụng dưới thời Nguyễn.
Không rõ tác giả soạn sách năm nào nhưng trong bản A.1240 (Thư viện Viện nghiên cứu Hán Nôm), đề tựa có ghi là sách được Đông Ngạc Lão Phố Phan Huy Khuông (老圃潘輝框) soạn năm Canh Thìn 1820. Có nguồn khác lại ghi tác giả chính là Phan Huy Ôn (Khuông là tên thiếu thời của ông), soạn bộ sách này năm 1779 khi ông dạy học ở Đông Ngạc (huyện Từ Liêm, Hà Nội).
Tác phẩm gồm bốn quyển, tức là bốn mục và một bài tựa đặt ở đầu sách: “Phan gia toán pháp chỉ minh tự” (Bài tựa sách làm toán của họ Phan). Nội dung của 4 quyển đó là:
- Quyển I mở đầu là sơ đồ hình vẽ bàn tính ngũ phân, các phép tính số học, bảng cửu chương, các đơn vị đo lường xưa như tiền (tiêu dùng), nhận (đo), ly (cân), quẻ (đong)…
- Quyển II nói về cách tính diện tích các hình phẳng (hình vuông, chữ nhật, tam giác vuông, hình thang, hình tròn,...), gồm 32 hình vẽ các kiểu diện tích, các phép hình học mặt phẳng, phép lấy số pi, phép bình phương, khai phương…
- Quyển III nói về cách tính thể tích cùng với 14 bài toán minh họa ứng dụng trong thực hành đo đạc, đong lường, đặc biệt áp dụng vào phép chở thuyền, phép đắp đê.
- Quyển IV gồm 38 bài toán liên quan đến tỉ lệ thuận, tỉ lệ nghịch, quy tắc tam suất, tỉ lệ các cạnh trong tam giác, giải phương trình tuyến tính.

Cuối sách là bảng toán học điều lệ, ghi rõ các bước học tập, các lời căn dặn như phải nắm vững lý thuyết, trước khi thực hành và khi thực hành phải thận trọng, để tránh sai sót, để đến nỗi sai một ly, đi một dặm. Ý đó lại cũng được tác giả nhấn mạnh trong bài thơ nói về cương lĩnh phép làm toán ở đầu sách:
Toán pháp cương lĩnh thi
Đại đạo đô tòng lục nghệ trung
Nguyên lai toán pháp diệu vô cùng
Nhất suy vạn vạn hào na sảng
Toạ khỉ tiêm tiêm lượng diệc thông
Thuật số tuỵ vân, tiền dĩ định
Quân bình htượng ngại ngọc nan lung
Viên dư ước cố biên thành tập
Hậu học do tư nhập thống tông
Đại ý:
Cương lĩnh phép làm toán
Đạo lớn bắt đầu từ sáu nghề (trong đó có toán)
Phép làm toán vốn tinh vi lạ lùng
Từ số một, suy ra hàng vạn vạn mảy may không sai suyển
Từ một lượng nhỏ đến một lượng lớn đều suốt hết cả
Phép tính xem ra vô cùng, nhưng lại là có định sẵn
Phép cân bằng xem ra đáng ngờ, nhưng lại tính như ngọc không bị sây sát
Vì thế, tôi nghiên cứu sách xưa soạn thành một tập
Kẻ đi sau có thể từ đó mà suy ra để thâu tóm mọi việc.

Trong số các bài toán thí dụ, có bài tương đương với giải hệ phương trình ngày nay:
{\displaystyle \left\{{\begin{matrix}&8x+20y+300z=5292,\\&x:7=y:5=z:2.\end{matrix}}\right.}
Thật ra, những điểm cơ bản và kết cấu chung của sách Chỉ Minh Tập Thành Toán pháp vốn đã có từ sách Đại Thành Toán Pháp của Lương Thế Vinh và sau này Phạm Hữu Chung cũng trình bày lại trong sách của mình là Cửu Chương Lập Thành Toán Pháp trước khi tóm tắt bằng các bài ca chữ Nôm. Phần sáng tạo của ông là ở chỗ nói về phần áp dụng, như phần nói về bàn tính, phần nói về chở thuyền, đắp đê, hoặc các thí dụ thực hành. Đặc biệt sau mỗi phần lý thuyết, ông đều có làm diễn ca chữ Hán theo lối cổ thi. 
 